# ノイローゼ
ノイローゼ（ドイツ語: Neurose）は、精神医学用語としての神経症（英: neurosis）を指し、感情に問題があり比較的軽度な状態を含んだ総称的な診断名である。診断名としては、含める幅が広すぎるため現在では廃止されている。
- 日本において、一般人により、多少悩んでいる状態や、統合失調症のような重篤な精神障害までもをノイローゼと表現する場合があるが、これらは誤用である。
- 育児が関わっている場合は育児ノイローゼと称される。

## 歴史
日本では1955年7月の週刊朝日の記事「あなたは大丈夫ですか？ノイローゼと現代人」により「ノイローゼ」が流行語となったとされ、この頃より「ノイローゼ」は「神経衰弱」に代わって一般的な言葉となり、「主婦ノイローゼ」「団地ノイローゼ（白壁ノイローゼ）」「育児ノイローゼ」などという形でも使われるようになっていった。
神経衰弱では脳神経の疲労が原因とされていたが、ノイローゼでは歪んだ人間関係が原因とされていた。
また主婦ノイローゼでは家電の普及による家事の単調化や社会との断絶が、団地ノイローゼ（白壁ノイローゼ）では単調で狭い部屋が、育児ノイローゼでは子供の数が減って一人一人に集中するようになったことが原因とみられていた。
1967年には雑誌『教育と医学』に精神医学者 丸井文男の記事「大学生のノイローゼ－意欲減退症候群－」が掲載され、1979年には同様の症状が笠原嘉によってアパシー・シンドロームとして名付けられ広まっていった。